# عدد فرود

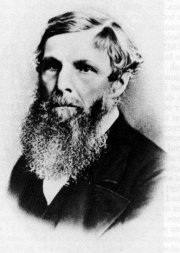

رقم فرود (Froude number) هو رقم لا بعدي يعرّف بأنه نسبة السرعة المميزة Characteristic velocity
إلى سرعة موجة الجاذبية. بشكل مكافئ، يمكن أيضاً تعريف رقم فرود على أنه نسبة عطالة جسم إلى قوى الجاذبية. في ميكانيكا الموائع فإن رقم فرود يستعمل من أجل تحديد مقاومة جسم متحرك خلال الماء، ويسمح بمقارنة أجسام لها أحجام مختلفة.
ينسب الرقم إلى المهندس البريطاني وليام فرود William Froude، والذي عرّف رقمه على أنه نسبة السرعة إلى الطول.
يمكن صياغة رقم فرود رياضياً على الشكل:
{\displaystyle \mathrm {Fr} ={\frac {V}{c}}}
حيث {\displaystyle V} هي السرعة المميزة و {\displaystyle c} سرعة الطور الموجي. كلما ارتفعت قيمة رقم فرود كلما زادت المقاومة.

## تعريفات رقم فرود في تطبيقات عدة

### جريان السفن
بالنسبة إلى سفينة، فإن رقم فرود يعرّف  كالتالي:
{\displaystyle \mathrm {Fr} ={\frac {V}{\sqrt {gL}}},}
حيث V سرعة السفينة و g التسارع (عجلة) نسبة إلى الجاذبية، و L طول السفينة على مستوى خط الماء، والتي يرمز لها Lwl في بعض الأحيان. لرقم فرود أهمية كبيرة بالنسبة المقاومة في السفن بما فيها المقاومة الصانعة للأمواج wave making resistance.

### أمواج المياه الضحلة
بالنسبة إلى أمواج المياه الضحلة، مثل أمواج التسونامي والقفزة المائية Hydraulic jump فإن السرعة المميزة V هي متوسط سرعة التدفق، وذلك بأخذ متوسط المقطع العرضي بشكل عمودي على جهة التدفق. إن سرعة الموجة c هي مساوية للجذر التربيعي لمقدار تسارع الجاذبية g مضروباً بنسبة مساحة المقطع العرضي A إلى عرض السطح الحر B:
{\displaystyle c={\sqrt {g{\frac {A}{B}}}}}
بالتالي فإن رقم فرود في المياه الضحلة:
{\displaystyle \mathrm {Fr} ={\frac {V}{\sqrt {\displaystyle g{\frac {A}{B}}}}}.}
بالنسبة للمقطع العرضي المستطيل ذي العمق الموحد d فيمكن تبسيط رقم فرود على الشكل:
{\displaystyle \mathrm {Fr} ={\frac {V}{\sqrt {gd}}}.}
عندما تكون قيمة Fr < 1 فإن التدفق يدعى بالتدفق الحرج الدوني subcritical flow أما بالنسبة لقيم Fr > 1 فيدعى بالتدفق الحرج الفائق supercritical flow في حين أنه عندما تكون Fr ≈ 1 فيسمى بالتدفق الحرج critical flow.
كتعريف بديل في ميكانيكا الموائع:
{\displaystyle {\widehat {\mathrm {Fr} }}={\frac {V^{2}}{gd}},}
حيث أن المقادير على اليمين قد ربّعت. وهذا المقدار هو مقلوب رقم ريتشاردسون.